# Moenkhausia lepidura
Moenkhausia lepidura (nomes comuns: lambari-rabo-de-fogo ou pequira) é uma espécie de peixe sul-americano de água doce.